# III ранг (Табель про ранги )

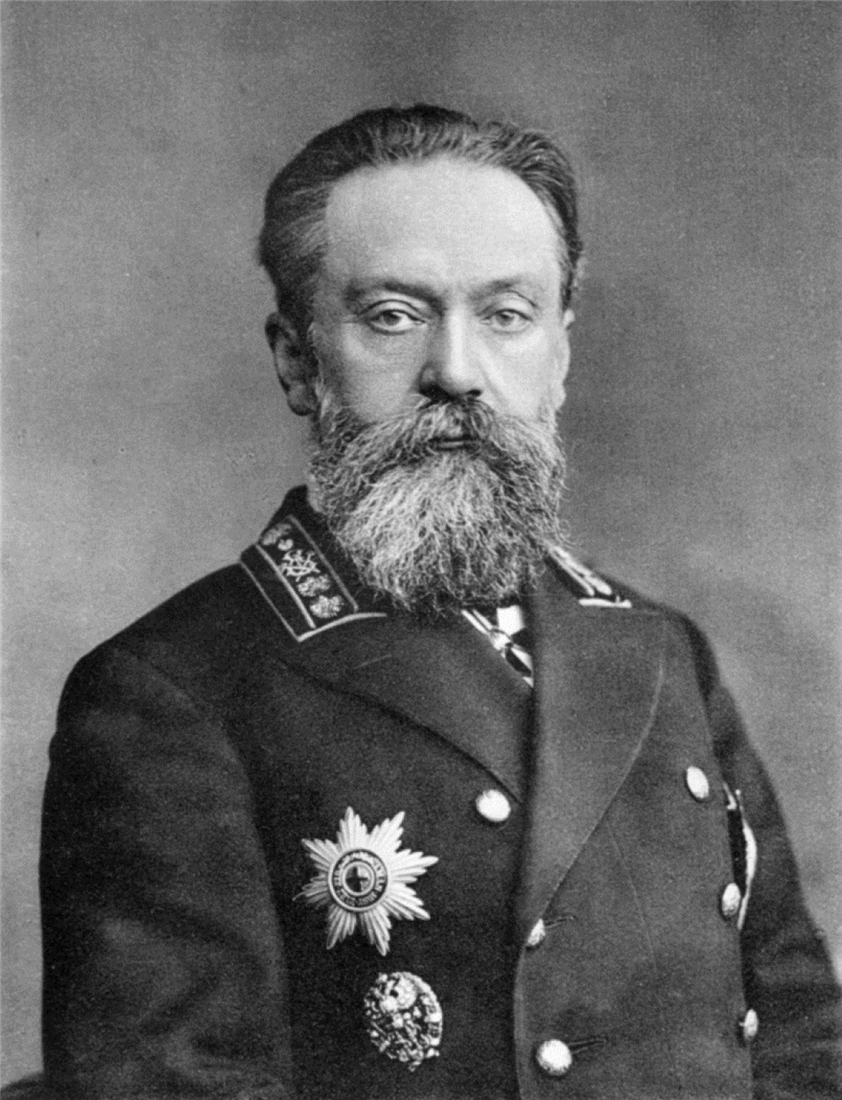
Таємний радник Іосса М.О. Відзнаки таємного радника Гірського департаменту на петлицях

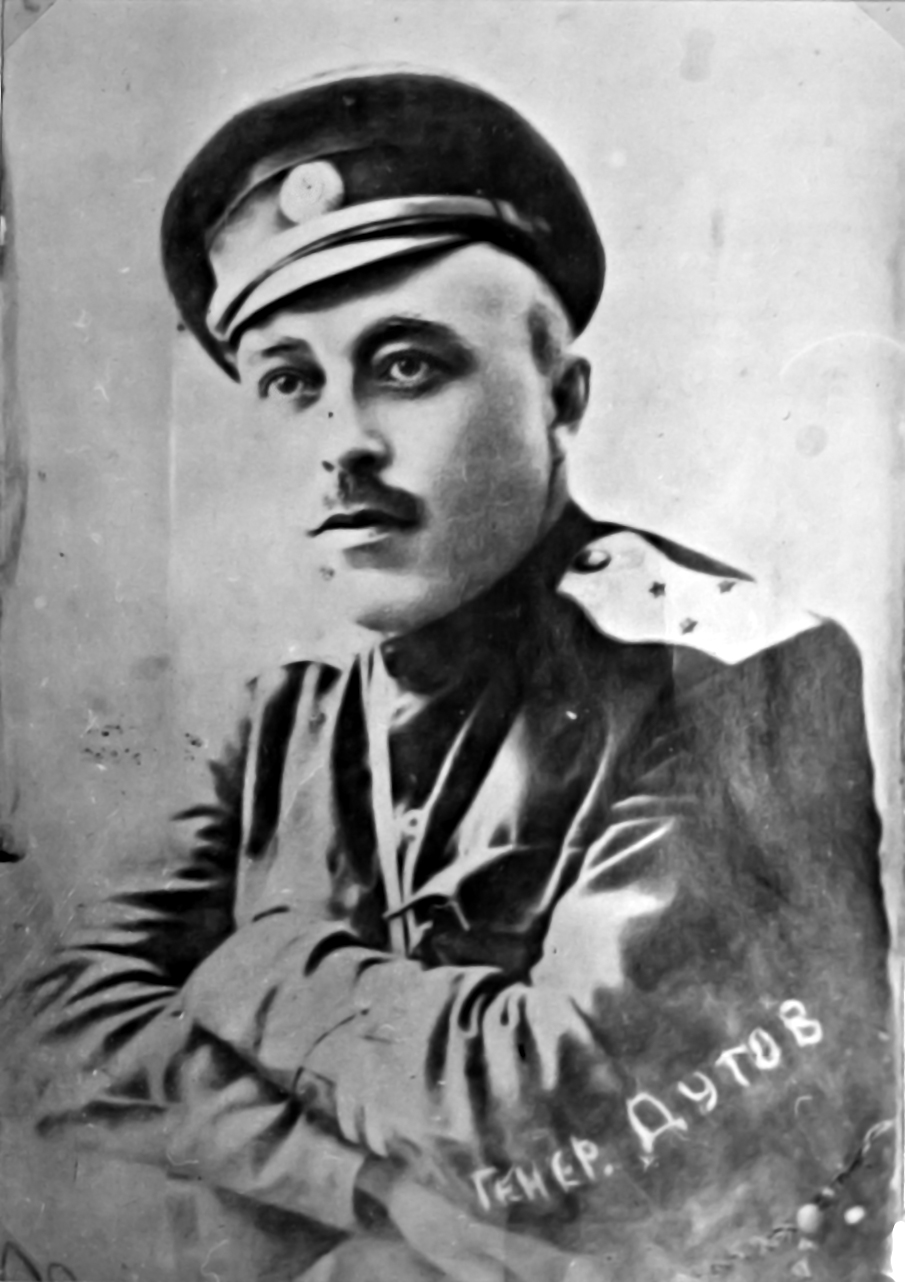
Генерал-лейтенант Дутов О.І. Відзнаки генерал-лейтенанта на погонах

III ранг — в Російській імперії один з 14-ти класів (рангів) на які було поділено Табель про ранги. Носії чинів цього рангу займали високі посади у адміністрації імперії. 
Для кожної групи рангів було присвоєно своє специфічне звернення. Для III—IV рангів були свої звернення «Ваша достойносте» («Ваша вельможність»).
Згідно з більшовицьким декретом від 10 (23) листопада 1917 року про знищення станів і чинів дія Табелі про ранги було скасовано.
У зв'язку з тим, що табель було поділено на цивільні, військові та придворні чини, то склалося співвідношення чинів які відносилися до цього рангу.

## Цивільні чини
Згідно з Табелем про ранги 1722 року, ІІІ ранг відповідав цивільному чину генерал-прокурор. 
Таємний радник (з 7.05.1724). Особи, що його мали, обіймали вищі державні посади, наприклад, міністр чи його заступник (товариш), керівник департаменту, сенатор, академік Академії Наук.

## Військові чини
Генерал-поручик (1741–1796)
Генерал-лейтенант (з 1796)
Генерал-кригскомісар з постачання  (до 1884)
Віце-адмірал

## Придворні чини
Згідно з Табелем про ранги 1722 року, ІІІ ранг відповідав цивільному чину обер-шталмейстер. Згодом неодноразово змінювалися чини, які відносилися до цього рангу.
Гофмаршал
Гофмейстер
Обер-церемоніймейстер (1800—1844) 
Обер-форшнейдер (з 1856)
Шталмейстер
Єгермейстер

## Знаки розрізнення (на 1917 рік)
В Російській імперії використовувалися знаки розрізнення і для військових, і для цивільних чинів. Для цивільного чину (таємний радник) відповідні були три п’ятипроменеві зірки (з сяйвом) на петлиці чи погоні.
Військові чини (генерал-лейтенант) мали по три п’ятипроменеві зірки на кожному з генеральських погонів чи еполетів.  Генеральські погони мали генеральський зиґзаґ,а еполети генеральську бахрому. Зірочки розташовувалися «трикутником». Після 1917 року військові чини використовувалися у Білому русі та у деяких державах, що утворилися на уламках зниклої Імперії.
Віце-адмірали мали на погоні з зиґзаґом за знаки розрізнення по два чорні орли на кожному погоні. Орли (на відміну від зірок на генеральських погонах) розташовувалися вздовж погона.

## Військове звання СРСР
У 1935 році СРСР запроваджує персональні військові звання, які майже збігалися з військовими чинами колишньої Російської імперії. У 1940 році вищій командний склад РСЧА отримав генеральські звання, які збігалися зі старими імперськими. Червоні генерал-лейтенанти як і імперські мали за знаки розрізнення по три п’ятипроменеві зірки, але на петлицях.